# Orth (zámek)
Zámek Orth stojí v městysi Orth an der Donau v okrese Gänserndorf v rakouské spolkové zemi Dolní Rakousy.

## Historie
Vodní hrad se čtyřmi věžemi, jejž vybudoval jeden z Lengenbacherů, mocné šlechtické rodiny v době Babenberků, je poprvé uveden v dokumentech z roku 1201. Hrad byl výstavný a podobal se nejstarší části vídeňského Hofburgu, švýcarskému křídlu.
V 15. století se zámek Orth stal místem rozmíšky mezi císařem Fridrichem III. (1415–1493) a dolnorakouskými stavy, které zastupoval Ladislav Pohrobek (1440–1457) jako jejich zákonný zeměpán. Dne 15. srpna 1452 byl hrad vojsky stavů pod vedením Ulricha z Eyczingu († 1460) dobyt. Po Ladislavově smrti v roce 1457 došlo k novým rozporům a v roce 1460 hrad obsadil Gamareth Fronauer, neboť se považoval za jeho dědice. Fronauer utekl z hradu chodbou a hrad byl 26. března 1460 bez boje obsazen.
Hrad byl v roce 1529 během prvního tureckého obléhání Vídně zničen. Posléze jej obnovil hrabě Mikuláš ze Salmu (1459–1530) v renesančním slohu. V 17. století byl dvůr využíván při honitbách a v letech 1679 a 1680 byl přestavěn v barokním slohu.
V roce 1824 koupili zámek od říšského hraběte Mořice z Friese (1777–1826) lotrinští Habsburkové a učinili z něj svůj soukromý rodinný majetek. Korunní princ Rudolf (1858–1889) užíval zámek jako lovecký a kolem roku jej 1873 vybavil sbírkami ve stylu historismu.
Zámek Orth byl v roce 2005 opraven a stal se sídlem a centrem Národního parku Donau-Auen a čtyř muzeí:
- Muzeum Dunaje
- Rakouské muzeum včelařství
- Rakouské muzeum rybářství
- Vlastivědné muzeum Orth